# Roberson Pozzobon
Roberson Henrique Pozzobon (22 de outubro de 1984) é um Procurador da República do Ministério Público Federal que integra a força-tarefa da Operação Lava Jato, em Curitiba.
Professor de Direito Penal na Escola Superior do Ministério Público da União, Graduado em Direito pela Pontifícia Universidade Católica do Paraná  em 2007, e Mestre em Direito pela PUCPR em 2010.
Em setembro de 2015 foi premiado pelo Global Investigations Review (GIR) junto aos demais procuradores da força tarefa do MPF pelos trabalhos de investigação realizados na Lava Jato.

## Vazamentos de diálogos da Lava-Jato
Em 27 de agosto de 2019 o Portal The Intercept Brasil divulgou trechos de diálogos realizados entre Procuradores da República da Operação Lava-Jato através do aplicativo Telegram, dentre eles o Procurador Roberto Pozzobon. Quando da morte do neto do ex-presidente Luiz Inácio Lula da Silva, quando discutiam a repercussão da saída temporária para o velório e o abalo emocional do ex-presidente, o Procurador escreveu que tal abalo era  "Estratégia para se 'humanizar', como se isso fosse possível no caso dele" (sic). No mesmo dia dos vazamentos, a Procuradora Jerusa Viecili, que também integrava a força-tarefa da Lava-Jato, confirmou em parte a autenticidade das mensagens trocadas entre os Procuradores.

## Participação em eventos
- Semana Internacional de Pesquisa em Direito e Desenvolvimento Tecnológico: Da Sociedade Globalizada aos Desafios da Biomedicina. (2008)[2]
- Congresso Internacional de Enfrentamento à Corrupção. A investigação em casos de corrupção. (2015)[2]

## Premiações

### Ajufe
Em 1º de junho de 2016, Roberson Pozzobon juntamente com os demais procuradores da força-tarefa foram premiados na sede da Justiça Federal, durante a abertura do 1.°Fórum Nacional de Administração e Gestão Estratégica da Justiça Federal (Fonage), o Prêmio Ajufe: Boas Práticas de Gestão para a Eficiência da Justiça Federal.

### Global Investigations Review
Em 24 de setembro de 2015, Roberson Pozzobon foi um dos procuradores premiado pelo Global Investigations Review (GIR). O GIR é um portal de notícias consolidado no cenário internacional como um dos principais canais sobre investigações contra a corrupção e instituiu o prêmio para celebrar os investigadores e as práticas de combate à corrupção e compliance que mais impressionaram no último ano. Em seis categorias, foram reconhecidas práticas investigatórias respeitadas e admiradas em todo o mundo. A força-tarefa concorreu com investigações famosas como a do caso de corrupção na Fifa. Os países que disputaram o prêmio com o Brasil foram Estados Unidos, Noruega, Reino Unido e Romênia.

## Artigos
- POZZOBON, R. H.; Ormianin . Ação Popular: Desenvolvimento Político x Utilização Eleitoreira. Diálogos pelo Desenvolvimento, v. ANO 3, pp. 94-112, 2010.[2]
- POZZOBON, R. H.. A Técnica Legislativa das Cláusulas Gerais: Mobilidade x Segurança Jurídica. Diálogos pelo Desenvolvimento, v. ANO 2, pp. 257-280, 2009.[2]
- POZZOBON, R. H.. A Judicialização da Política e das Relações Sociais no Brasil. Revista da Faculdade de Direito Ritter dos Reis, v. 1, pp. 97-118, 2009.[2]

## Pixuleco II
Em agosto de 2015, o procurador falou ao Estadão sobre a fase batizada de Pixuleco II, da Operação Lava Jato. “O que nós vemos nessa nova fase Pixuleco II é que esse grande esquema ilícito transbordou essas fronteiras.”, afirmou Pozzobon.